# Cammy Bell
Cameron „Cammy“ Bell (* 18. September 1986 in Dumfries) ist ein ehemaliger schottischer Fußballtorhüter.

## Karriere

### Verein
Cammy Bell, der in Dumfries geboren wurde, begann seine Karriere in seiner Heimatstadt bei Queen of the South. Bis zum Jahr 2002 spielte er in der Jugend des Vereins, bevor ein Wechsel zum FC Kilmarnock folgte. Vor seinem Debüt in der Profimannschaft der Killies wurde Bell in der Saison 2006/07 an den schottischen Viertligisten FC Montrose verliehen. Dort kam er verletzungsbedingt nur viermal zum Einsatz. Eine weitere Spielzeit später stand Bell Leihweise fünfzehnmal beim Zweitligisten Queen of the South zwischen den Pfosten. Nach seiner Rückkehr nach Kilmarnock konnte sich Bell den Stammplatz im Tor der Killies erkämpfen. Insgesamt absolvierte Bell in den vier Spielzeiten nach seiner Rückkehr 115 Ligaspiele in der Scottish Premier League. Mit dem FC Kilmarnock gewann der Torhüter im Jahr 2012 das Finale des schottischen Ligapokals gegen Celtic Glasgow mit 1:0. Am Saisonende 2012/13 wechselte der 26-jährige Bell zu den Glasgow Rangers in die dritte schottische Liga. In der erfolgreichen Drittligasaison 2013/14, die mit dem Aufstieg in die 2. Liga abgeschlossen wurde, war er vor Scott Gallacher und Steve Simonsen Stammtorwart in der Mannschaft von Ally McCoist. Zudem stand Bell im Tor, als die Rangers das Finale im Challenge Cup gegen die Raith Rovers verloren. In der Zweitligasaison 2014/15 verlor Bell den Stammplatz an den Engländer Simonsen. Nachdem Bell auch in der Saison 2015/16 hinter der Neuverpflichtung von Wes Foderingham nur Ersatztorhüter war, wechselte er zum Erstligaabsteiger Dundee United.
Weltweite Aufmerksamkeit erhielt Bell, als er im Spiel gegen Dunfermline Athletic im September 2016 innerhalb von 23 Minuten drei Elfmeter hielt.

„So was Verrücktes wird mir in meiner Karriere sicher nicht noch mal passieren.“

Im August 2017 wechselte Bell zum FC Kilmarnock. Im Januar 2018 folgte ein Wechsel zu Hibernian Edinburgh.

### Nationalmannschaft
Cammy Bell spielte am 16. November 2010 einmal in der schottischen Nationalmannschaft im Länderspiel gegen Färöer in Aberdeen.

## Erfolge
mit dem FC Kilmarnock:
- Schottischer Ligapokalsieger: 2012

mit den Glasgow Rangers:
- Schottischer Drittligameister: 2014
- Scottish League Challenge Cup: 2014